# Marcoing British Cemetery
Marcoing British Cemetery est un cimetière militaire de la Première Guerre mondiale situé sur le territoire de la commune de Marcoing dans le département du Nord.

## Historique
Occupé par les Allemands depuis le 28 septembre 1914, Marcoing fut repris par la 29e division britannique le 20 novembre 1917 au début de la bataille de Cambrai, mais devant les attaques répétées, le village fut évacué quelques jours plus tard. Ce n'est que le 28 septembre 1918 que le village fut définitivement reconquis par la 62e division britannique.

## Caractéristique
Le cimetière britannique de Marcoing a été créé après l'armistice par la concentration de tombes (presque toutes de novembre 1917 ou septembre-octobre 1918). Il regroupe 181 tombes. On pénètre dans ce cimetière après avoir franchi un imposant portail. Il est situé sur la D15 entre Marcoing et Masnières.

## Galerie

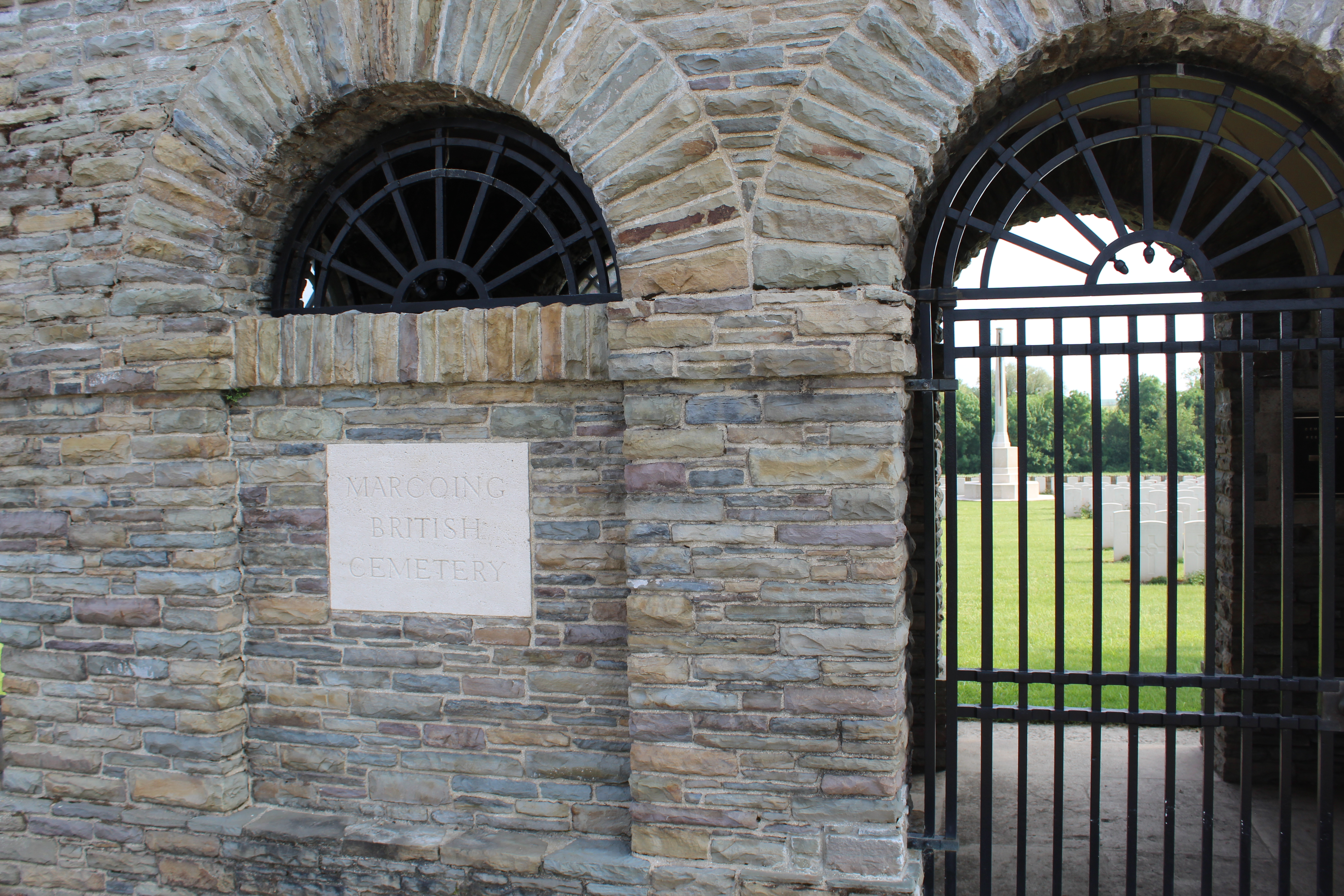
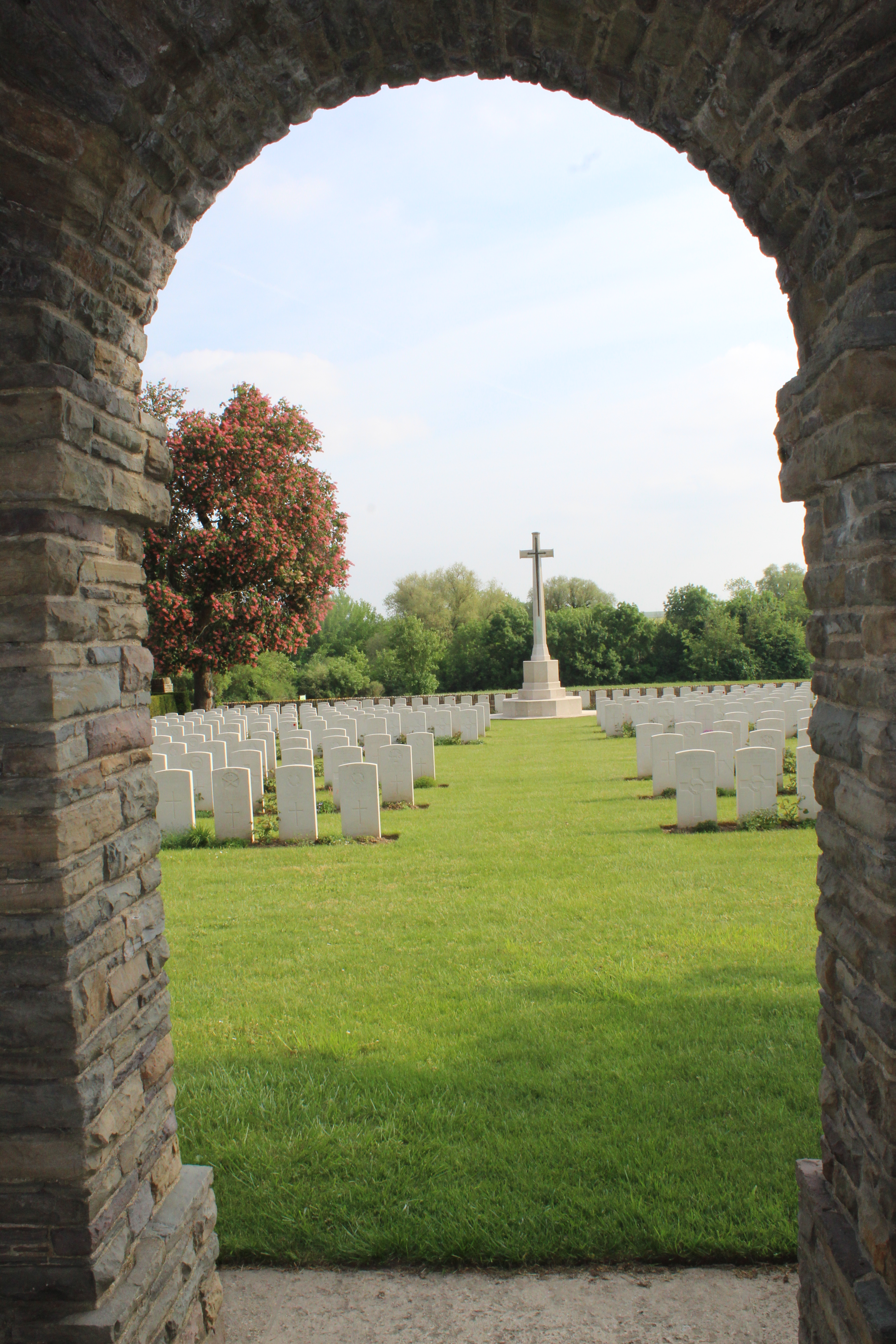
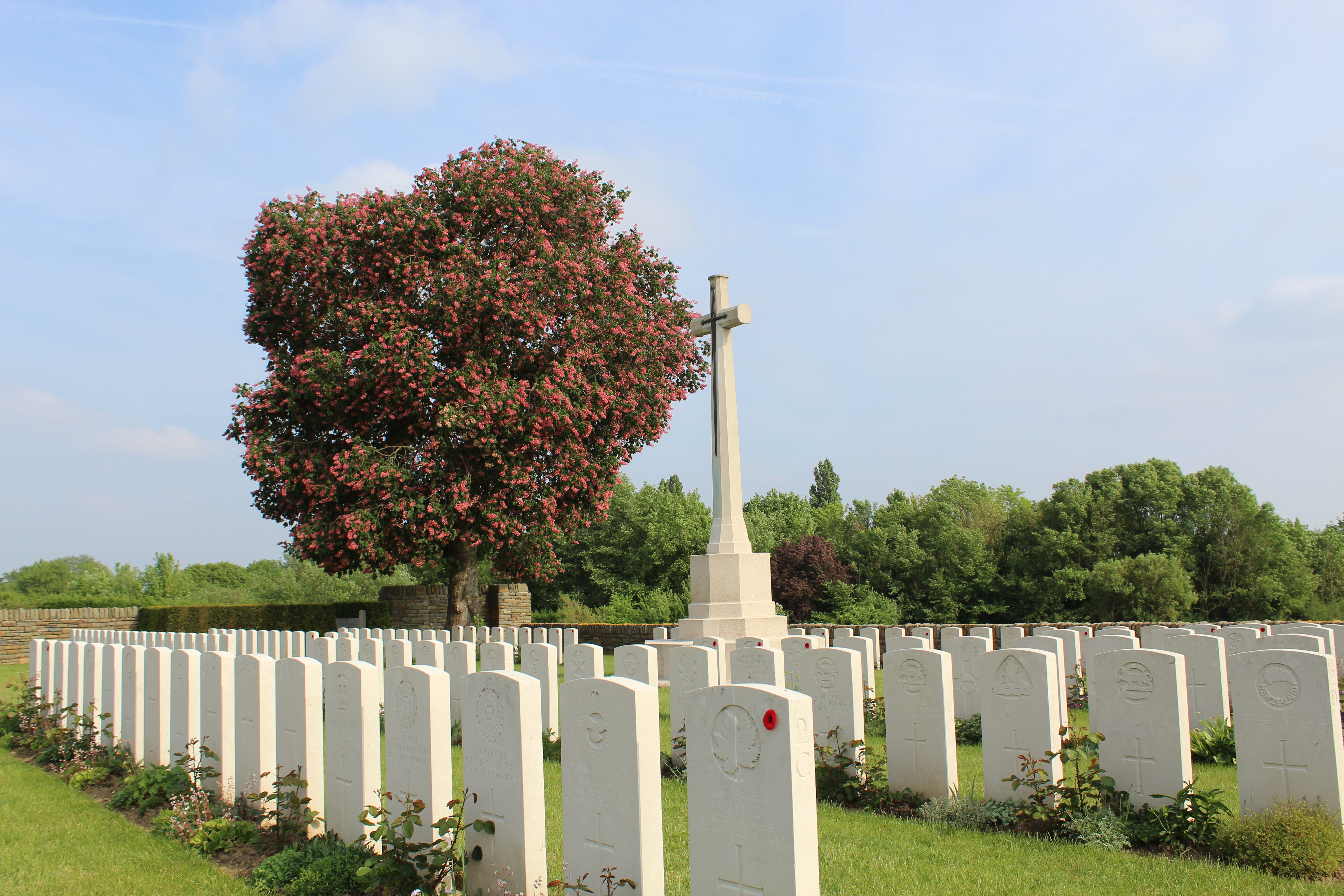
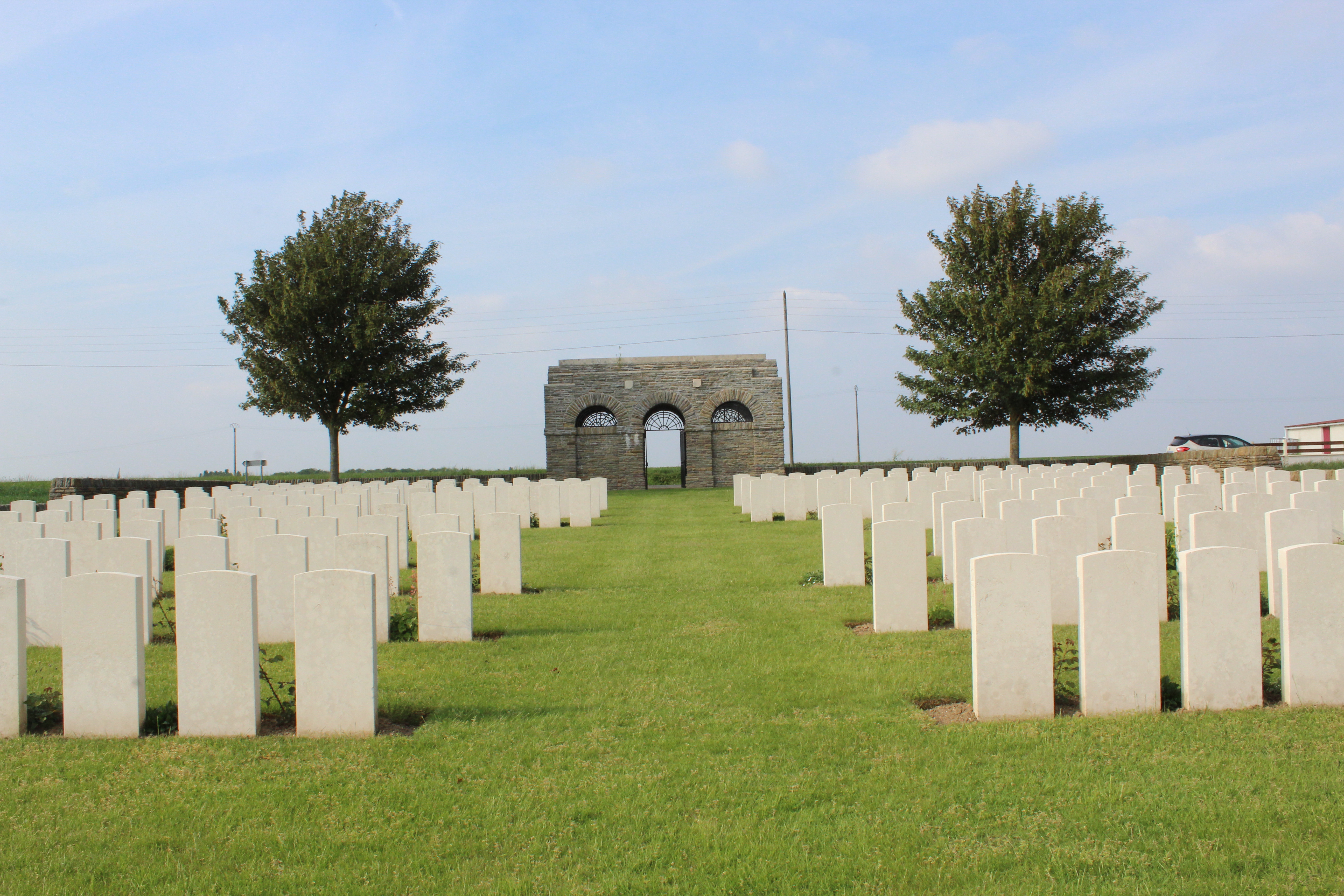

## Sépultures
| Pays        | Sépultures |
| ----------- | ---------- |
| Royaume-Uni | 181        |